# Karcsú acsafélék
A karcsú acsafélék (Aeshnidae) a rovarok (Insecta) osztályában a szitakötők (Odonata) rendjének egyik családja.

## Megjelenésük
Vastagabb testű, közepes vagy nagy termetű szitakötők. Szemeik a fejtetőn hosszabb szakaszon egymáshoz simulnak. A szárnyháromszög hegyesszöge oldalra, a szárnyak csúcsa felé mutat.

## Életmódjuk, élőhelyük
Röptük erőteljes.

## Rendszerezés
A családba az alábbi alcsaládok, nemzetségek és nemek tartoznak:
- Aeshninae alcsalád
  - Aeshnini nemzetség
    - Adversaeschna
    - Aeshna Fabricius, 1775
    - Amphiaeschna
    - Andaeschna
    - Castoraeschna
    - Coryphaeschna
    - Indaeschna
    - Oreaeschna
    - Remartinia
    - Rhionaeaschna

  - Anactini
    - Anaciaeschna
    - Anax
    - Hemianax

  - Gynacanthini
    - Agyrtacantha
    - Austrogynacantha
    - Gynacantha Rambur, 1842
    - Heliaeschna
    - Limnetron
    - Neuraeschna
    - Plattycantha
    - Staurophlebia
    - Subaeschna
    - Tetracanthagyna
    - Triacanthagyna

  - Polycanthagynini
    - Polycanthagyna
- Brachytroninae alcsalád
  - Brachytronini nemzetség
    - Acanthaeschna
    - Aeschnophlebia
    - Austroaeschna
    - Austrophlebia
    - Brachytron
    - Caliaeschna
    - Cephalaeschna
    - Dendroaeschna
    - Epiaeschna
    - Gynacanthaeschna
    - Nasiaeschna
    - Notoaeschna
    - Periaeschna
    - Petaliaeschna
    - Planaeschna
    - Racenaeschna
    - Spinaeschna

  - Gomphaeschnini
    - Allopetalia Selys, 1873
    - Antipodophlebia
    - Basiaeschna Selys, 1883
    - Boyeria McLachlan, 1895
    - Gomphaeschna Selys, 1871
    - Linaeschna
    - Oligoaeschna
    - Oplonaeschna Selys, 1883
    - Sarasaeschna
    - Telephlebia